# ایلخچی‌لار (آق‌دام)
ایلخچی‌لار (به لاتین: İlxıçılar) یک منطقه مسکونی در جمهوری آذربایجان است که در شهرستان آق‌دام واقع شده است.